# 돌림노래
돌림노래 또는 윤창(輪唱)은 같은 선율을 시간차를 두고 여러 성부에서 부르는 노래로 카논의 일종이다. 한 예로 다섯 성부가 같이 부르는 〈동네 한 바퀴〉가 있다.
가장 오래된 돌림노래는 13세기 후반 중세영어로 쓰인 〈여름이 오다〉(Sumer is icumen in)이다.

## 개요
푸가나 카논처럼 대위법적 수법으로 처리된 중창 또는 합창이다. 즉 2성부 이상의 각 성부가 같은 멜로디를 같은 간격으로 차례차례 모방하고, 끝나면 다시 멜로디의 처음으로 되돌아가는 일을 반복한다. 멜로디는 같은 길이의 몇 개의 부분으로 나뉘고, 그 각부분은 다른 부분과 화성적으로 협화하도록 만들어졌다. 즉 그 멜로디가 ABCD의 4부분으로 되어 있다면, 제1성부가 A를 노래부른 뒤 B를 부르기 시작함과 동시에 제2성부가 A를 부르기 시작한다. 이리하여 제4성부가 A를 부르기 시작하였을 때는 제1성부는 D를 부르게 되어 A-D의 4성부는 훌륭한 하모니(화성)를 이룬다. 그리고 D를 끝마친 제1성부는 다시 A로 돌아온다. 이와 같이 회전하듯이 반복하는 데서 윤창(라운드)의 이름이 생겼다. 또 같은 멜로디를 모방하는 데서 카논의 일종이라 생각된다.

## 구조
아래 〈Row, Row, Row Your Boat〉(‘리 자로 끝나는 말’)는 한 화음으로 만들어진 돌림노래의 예이다.
끝의 16분음표를 빼면 모두 으뜸화음 C-E-G의 구성음으로만 이루어져 있다.
〈프레레 자크〉는 여러 개의 화음으로 이루어져 있다.
모든 선율을 두 마디 안에 모으면 다음과 같다.
위에서 둘째 박은 속7화음을 나타내고 있다는 것을 알 수 있다.